# Koczkoma (stacja kolejowa)
Koczkoma (ros. Кочкома, krl. Kočkoma) – węzłowa stacja kolejowa w miejscowości Koczkoma, w rejonie siegieżskim, w Karelii, w Rosji. Węzeł linii Wołchow - Murmańsk z linią do Ledmoziera.
Początkowo nosiła nazwę Parandowo (ros. Парандово). Zmieniono ją na obecną w latach 30. XX w.

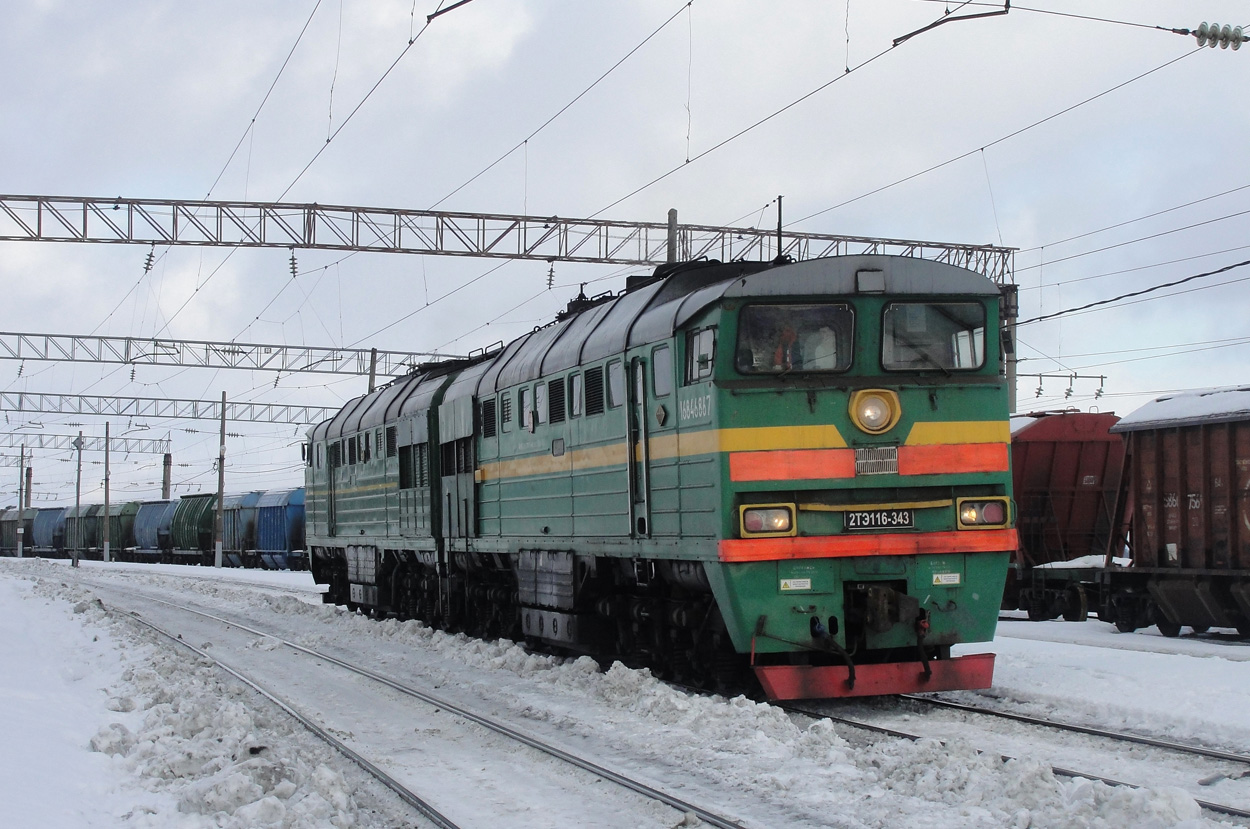
torowisko